# Mikhaïl Bourtsev
Pour les articles homonymes, voir Bourtsev.
Mikhaïl Bourtsev (en russe : Михаил Бурцев), né le 21 juin 1956 à Moscou et mort le 16 octobre 2015 dans la même ville, est un escrimeur soviétique spécialiste du sabre.

## Palmarès
- Champion olympique par équipes au sabre 1976-1980
- Champion du monde par équipes 1977-1979-1983-1985-1986-1987
- Vice-champion olympique individuel 1980
- Vice-champion olympique par équipes 1988
- Vice-champion du monde individuel 1978
- Vice-champion du monde par équipes 1978-1981
- 3e en individuel au championnat du monde 1979
- 3e par équipes au championnat du monde 1982